# Azorubine
« E122 » redirige ici. Pour les autres significations, voir E122 (homonymie).
L'azorubine ou carmoisine est un colorant alimentaire rouge identifié sous le numéro E122. Ce composé azoté est un sel disodique de l'acide hydroxy-1 (sulfo-4 naphtylazo)-2 naphtalènesulfonique-4.

## Caractéristique
L'azorubine est un colorant azoïque  c'est-à-dire une matière colorante organique formée d'un composé qui résulte de la substitution d'un atome d'hydrogène du naphtalène par un  radical azoté . Il est aussi référencé comme le « rouge 14720 ». Il fait partie des ingrédients de certains médicaments. Il est aussi utilisé dans de nombreux produits sucrés, desserts, pâtisseries, glaces, conserves de fruits, potages et boissons.
Le colorant E122 induit un risque d'allergie chez les personnes qui sont intolérantes aux salicylates (aspirine, baies, fruits).
La  carmoisine E122 est utilisée dans les produits sucrés, plus particulièrement dans les sirops de fruits, limonades ou conserves de fruits rouges. C'est ce colorant qui notamment confère la couleur rouge des boissons spiritueuses telles que les Americano, Bitter, etc. Les personnes souhaitant éviter absolument cet additif (ou tout colorant pétrochimique en général) doivent savoir que les spiritueux ne sont pas contraints d'étiqueter les additifs ajoutés (dérogation légale). La  carmoisine est classée par le CIRC en catégorie 3, c'est-à-dire inclassable du point de vue de la cancérogénicité pour l'homme.